# Atizapán de Zaragoza
Atizapán de Zaragoza é um município do estado do México, no México.

## Governo e administração
A cabecera municipal ou a capital do município é a povoação de Ciudad López Mateos, lugar onde governa a autoridade mais importante do município que es apresentado por o Ajuntamento.
| Prefeito                        | Periodo   |
| ------------------------------- | --------- |
| Juan Antonio Domínguez Zambrano | 2000-2003 |
| Salvador Vázquez y Herrera      | 2003-2006 |
| Gonzalo Alarcon Bardena         | 2006-2009 |
| Jesus David Castañeda Degado    | 2009-2012 |
| Pedro David Rodríguez Villegas  | 2012-2015 |
| Ana María Balderas Trejo        | 2015-2018 |